# Таиров, Гасан Байрамали оглы
Гасан Байрамали оглы Таиров (азерб. Həsən Bayraməli oğlu Tahirov; род. 1956, Нахичеванский район) — советский азербайджанский животновод. Депутат Верховного Совета СССР 11-го созыва (1984—1989). 

## Биография
Родился в 1956 году в селе Кахаб Нахичеванского района Нахичеванской АССР Азербайджанской ССР (ныне село Нахышнергиз Бабекского района Нахичеванской автономной республики).
Начал трудовую деятельность в 1971 году чабаном в совхозе имени Орджоникидзе Нахичеванского района. В 1975—1977 годах служил в Советской Армии. С 1977 года — чабан совхоза имени Орджоникидзе, с 1981 года — чабан совхоза имени Бабека Бабекского района Нахичеванской АССР Азербайджанской ССР.
Достиг высоких результатов при выполнении планов по производству сельскохозяйственной продукции одиннадцатой пятилетки (1981—1985). Проявил себя как передовой животновод, умело применяя передовую зооветеринарную и зоотехническую методику, обеспечивал тщательный уход за здоровьем и условиями содержания животных. Ухаживая за 450—500 годовалыми ягнятами, за счет оптимального ухода и откорма, впоследствии сдавал государству животных весом не менее 40 килограмм. Активно участвовал в социалистическом соревновании, вел подготовку молодых чабанов.
Активно участвовал в общественно-политической жизни совхоза, республики и Советского Союза. Состоял в ВЛКСМ, избирался членом бюро комсомольского комитета фермы. В 1984 году избран депутатом Совета Национальностей Верховного Совета СССР от Неграмского избирательного округа № 621 Нахичеванской АССР. 